# Kolbudy Górne (gromada)
Kolbudy Górne – dawna gromada, czyli najmniejsza jednostka podziału terytorialnego Polskiej Rzeczypospolitej Ludowej w latach 1954–1972.
Gromady, z gromadzkimi radami narodowymi (GRN) jako organami władzy najniższego stopnia na wsi, funkcjonowały od reformy reorganizującej administrację wiejską przeprowadzonej jesienią 1954 do momentu ich zniesienia z dniem 1 stycznia 1973, tym samym wypierając organizację gminną w latach 1954–1972.
Gromadę Kolbudy Górne z siedzibą GRN w Kolbudach Górnych (obecnie jest to część wsi Kolbudy) utworzono – jako jedną z 8759 gromad na obszarze Polski – w powiecie gdańskim w woj. gdańskim na mocy uchwały nr 16/III/54 WRN w Gdańsku z dnia 5 października 1954. W skład jednostki weszły obszary dotychczasowych gromad Babidół, Czapelsko, Kolbudy Górne, Lublewo Gdańskie i Łapino ze zniesionej gminy Kolbudy w tymże powiecie. Dla gromady ustalono 23 członków gromadzkiej rady narodowej.
1 stycznia 1959 do gromady Kolbudy Górne włączono obszar zniesionej gromady Pręgowo Górne w tymże powiecie.
Gromada przetrwała do końca 1972 roku, czyli do kolejnej reformy gminnej. 1 stycznia 1973 w powiecie gdańskim w woj. gdańskim reaktywowano zniesioną w 1954 roku gminę Kolbudy Górne (do 1954 i od 2001 jako gmina Kolbudy) (od 1999 w woj. pomorskim).